# Гённерсдорф (Бад-Брайзиг)
Гённерсдорф (нем. Gönnersdorf) — община в Германии, в земле Рейнланд-Пфальц.
Входит в состав района Арвайлер. Подчиняется управлению Бад Брайзиг. Население составляет 675 человек (на 31 декабря 2010 года). Занимает площадь 5,04 км².